# Kłopoty małej pani
Kłopoty małej pani (ang. A Damsel in Distress) – amerykański film muzyczny z 1937 roku w reżyserii George’a Stevensa.

## Obsada
- Fred Astaire – Jerry Halliday
- George Burns – George
- Gracie Allen – Gracie
- Joan Fontaine – Lady Alyce Marshmorton
- Reginald Gardiner – Keggs
- Ray Noble – Reggie
- Constance Collier – Lady Caroline
- Montagu Love – Lord John Marshmorton
- Harry Watson – Albert

i inni